# Meridiano 116 oeste
El meridiano 116 oeste de Greenwich es una línea de longitud que se extiende desde el Polo Norte atravesando el océano Ártico, América del Norte, el océano Pacífico, el océano Antártico y la Antártida hasta el Polo Sur.
El meridiano 116 oeste forma un gran círculo con el meridiano 64 este.
Comenzando en el Polo Norte y dirigiéndose hacia el Polo Sur, el meridiano 116 oeste pasa a través de:
| Coordenadas                         | País, territorio o mar         | Notas |
| ----------------------------------- | ------------------------------ | --- |
| 90°0′N 116°0′O / 90.000, -116.000   | Océano Ártico                  | |
| 77°27′N 116°0′O / 77.450, -116.000  | Canadá                         | Territorios del Noroeste - Isla del Príncipe Patrick                                                     |
| 76°39′N 116°0′O / 76.650, -116.000  | Fitzwilliam Strait             | |
| 76°12′N 116°0′O / 76.200, -116.000  | Canadá                         | Territorios del Noroeste - Isla Melville                                                                 |
| 75°1′N 116°0′O / 75.017, -116.000   | Estrecho de McClure            | |
| 73°46′N 116°0′O / 73.767, -116.000  | Canadá                         | Territorios del Noroeste - Isla de Banks                                                                 |
| 73°18′N 116°0′O / 73.300, -116.000  | Estrecho del Príncipe de Gales | |
| 73°7′N 116°0′O / 73.117, -116.000   | Canadá                         | Territorios del Noroeste - Isla Victoria                                                                 |
| 70°32′N 116°0′O / 70.533, -116.000  | Prince Albert Sound            | |
| 70°14′N 116°0′O / 70.233, -116.000  | Canadá                         | Territorios del Noroeste - Isla Victoria Nunavut - Isla Victoria                                         |
| 69°20′N 116°0′O / 69.333, -116.000  | Dolphin and Union Strait       | |
| 68°57′N 116°0′O / 68.950, -116.000  | Canadá                         | Nunavut Territorios del Noroeste - pasando a través del Gran Lago del Esclavo Alberta Columbia Británica |
| 49°0′N 116°0′O / 49.000, -116.000   | Estados Unidos                 | Montana Idaho Nevada California                                                                          |
| 32°37′N 116°0′O / 32.617, -116.000  | México                         | Baja California                                                                                          |
| 30°21′N 116°0′O / 30.350, -116.000  | Océano Pacífico                | |
| 60°0′S 116°0′O / -60.000, -116.000  | Océano Antártico               | |
| 73°51′S 116°0′O / -73.850, -116.000 | Antártida                      | Territorio no reclamado                                                                                  |